# Ловецький Павло Феодосійович
Павло Феодосійович Ловецький (1 лютого 1911 р., с. Куцеволівка Онуфріївського району Кіровоградської області — 29 жовтня 1975 р., м. Мелітополь Запорізької обл.) — український радянський письменник, краєзнавець, мандрівник. Жив у  Мелітополі і очолював міське літературне об'єднання, яке тепер носить його ім'я.

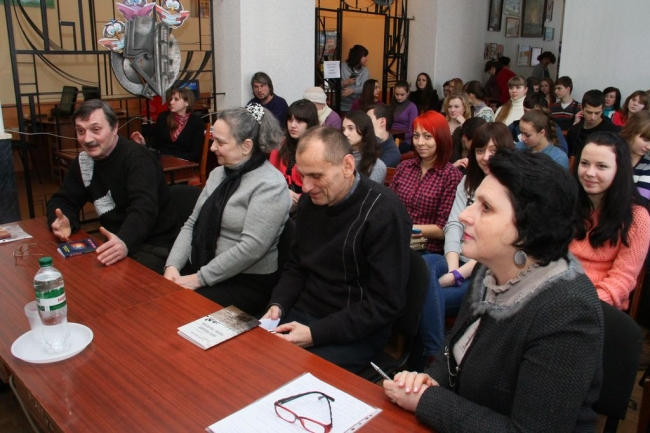
До 105-річчя від дня народження Павла Ловецького. Відомий мелітопольський письменник Сергій Авдєєнко, автор книги «Павло Ловецький: людина і письменник». Член Національної спілки письменників України Олег Гончаренко.

## Біографія
Павло Ловецький народився в 1911 році в  Кіровоградській області. Підлітком працював на конезаводах, пізніше працював ветлікарем на Далекому Сході і на Кавказі. Також був учасником  німецько-радянської війни. Останні роки свого життя жив у Мелітополі, працюючи ветлікарем на  залізничній станції.
З 1966 по 1975 рік був головою Мелітопольського міського літературного об'єднання. Член Спілки письменників України.

Коли я почав писати свої розповіді, Павло Федосійович вже був авторитетною величиною. Ми спілкувалися небагато, всього півтора року до його смерті. Але, можливо, саме завдяки йому я став письменником. У 1974 році я написав перше оповідання і не знав, кому його показати. Прийшов у літературне товариство, там збиралися в основному поети. Моя розповідь розкритикували в пух і прах. А Ловецький запросив мене до себе, почав розбирати мій твір, пояснив необхідність сюжету і подарував свою книгу з автографом. Тоді мені його розповіді не дуже сподобалися, лише з часом я їх оцінив.
Минув час, і мені захотілося написати про цю людину. Річ у тому, що Ловецького звинувачували в українському націоналізмі. Довгий час на нього падала тінь сестри, яка в роки війни була арештована нібито за співпрацю з німцями, але після смерті Сталіна була реабілітована. Весь час Павло перебував під ковпаком у КДБ, тим більше, що і сам чотири з половиною місяці був в окупації в Кисловодську. Я розмовляв з чекістом, який свого часу вів справу Ловецького, і після цієї бесіди вирішив написати книгу. Він згадав, як перед перейменуванням вулиці Жданова на вулицю імені Ловецького в 1989 році сам дзвонив до міськвиконкому зі словами: "Що ви робите? Можуть адже відкритися нові непривабливі факти про цю людину! "Проте, коли я запитав цього колишнього співробітника органів, чи є у нього факти, які дискредитують Ловецького, він нічого конкретного не зміг відповісти. От після цього я і захотів розповісти правду про Ловецького. До того ж мелітопольці майже нічого про нього не знають, навіть мешканці вулиці його імені.
— Сергій Іванович Авдєєнко
1 лютого 2010 року в Мелітополі представники громадськості міста відзначили 100-річчя з дня народження письменника Павла Феодосійовича Ловецького. Також було реконструйовано і приведено до ладу місце поховання Павла Федосійовича Ловецького.

## Літературні праці
Багато писав про природу Мелітопольського краю, оповідання став писати, коли йому йшов шостий десяток років. Видав дев'ять книг, завдяки яким ім'я його стало широко відомим в Україні.

## Пам'ять
- Мелітопольське літературне товариство носить ім'я Павла Ловецького.
- Сергій Іванович Авдєєнко написав книгу «Павло Ловецький: Людина і письменник», за яку отримав грамоту від рук Міського голови Дмитра Сичова.
- У 1989 році вулиця  Жданова в Мелітополі була перейменована в  вулицю Павла Ловецького, а у 2001 році його ім'ям був названий і  сусідній провулок[3].
- У вересні 2013 року Павло Ловецький став одним з 6 знаменитих мелітопольців, чиї портрети були встановлені на сіті-лайтах на вулицях міста до 229-річчя заснування Мелітополя[4].

## Критика
Олесь Гончар назвав Павла Ловецького «українським Арсеньєвим», а поет Максим Рильський, який одержав від Ловецького в подарунок книгу, відправив йому у відповідь свою збірку з написом: «Спасибі вам за ваші книги… сердечно написані і цікаві книги!».

## Освіта
- 1931 — Новочеркаський ветеринарний технікум
- 1940 — Біологічний факультет інституту.